# Anoectochilus setaceus
Anoectochilus setaceus är en orkidéart som beskrevs av Carl Ludwig von Blume. Anoectochilus setaceus ingår i släktet Anoectochilus och familjen orkidéer. Inga underarter finns listade i Catalogue of Life.

## Bildgalleri

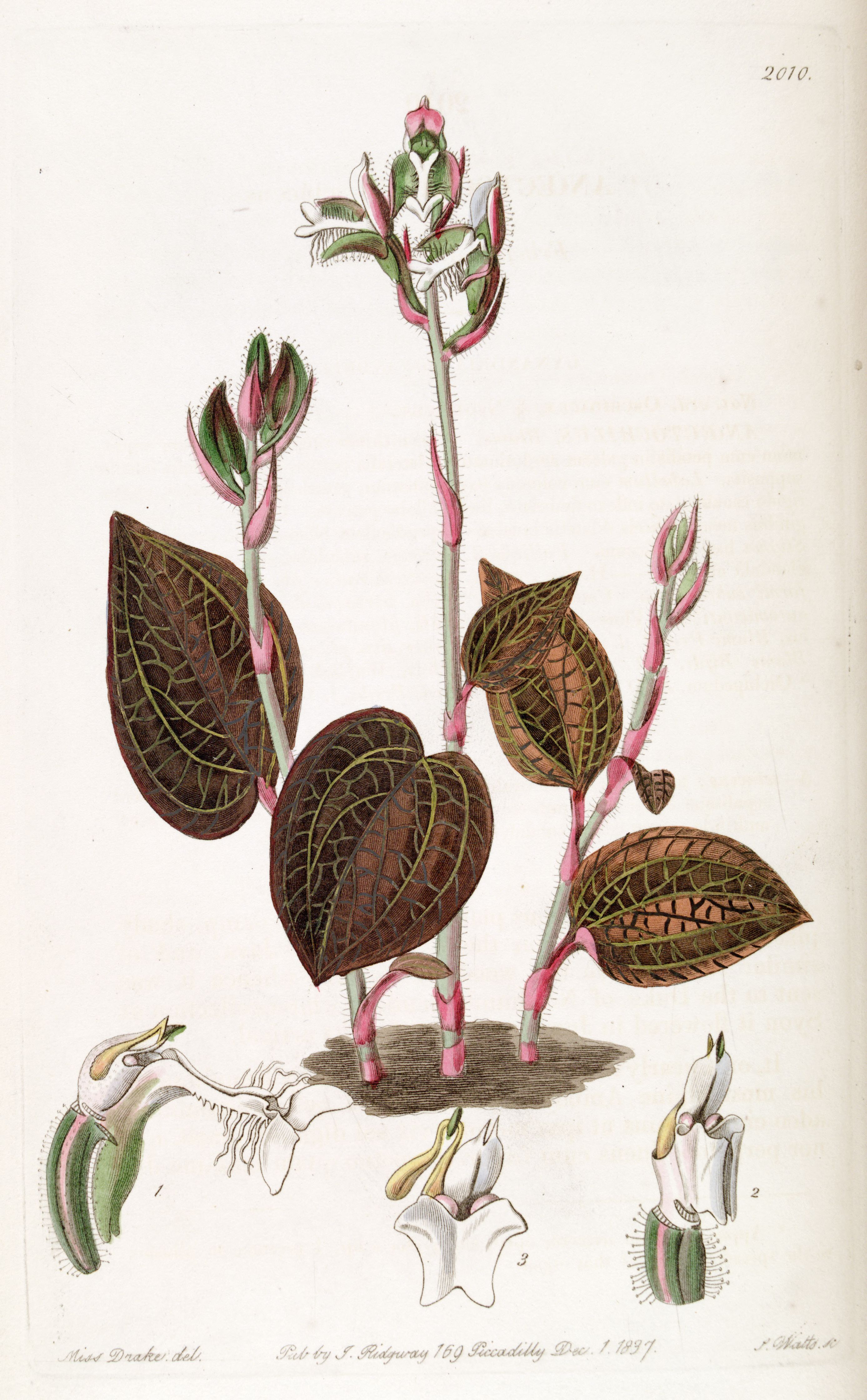
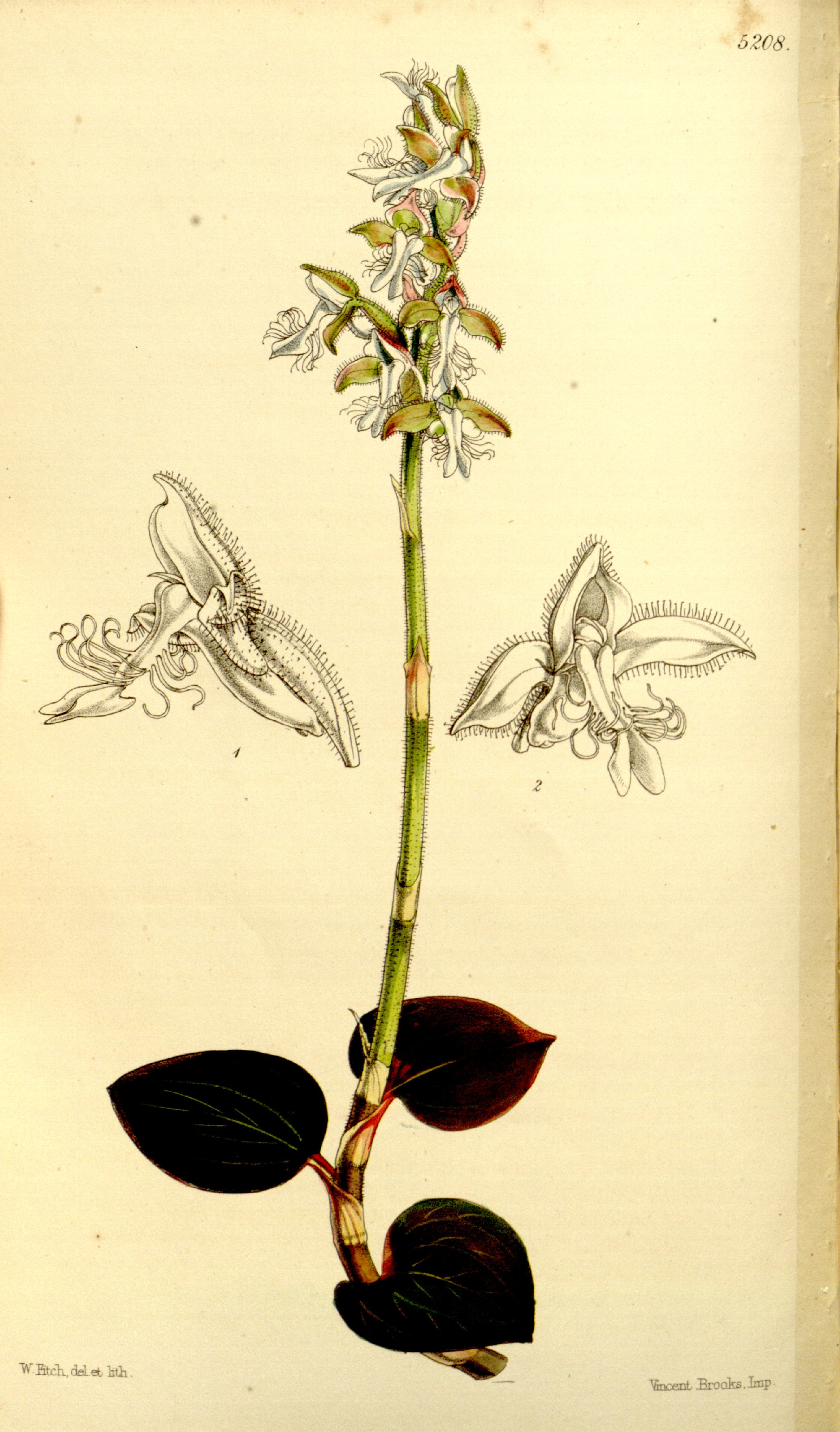